# Panellus mitis
Panellus mitis es una especie de hongo perteneciente a la familia Mycenaceae.

## Sinónimos
- Agaricus mitis
- Dendrosarcus mitis Kuntze 1898
- Panus mitis Kühner 1980
- Pleurotus mitis
- Urospora mitis Fayod 1889
- Urosporellina mitis E. Horak 1968

## Localización y características
Esta especie se localiza en América del Norte.
Es un hongo no comestible, su color varia entre el blanco a crema y los hay de color gris y beige, su tamaño es menor a los 5 cm, las esporas son de colo blanco, crema o amarillento, crece sobre madera muerta.